# Insolvenční řízení
Insolvenční řízení je obecně jakékoliv zvláštní soudní řízení, jehož předmětem je projednání úpadku a jeho řízení. V ČR se pojmem insolvenční řízení rozumí v současnosti řízení podle insolvenčního zákona.
Insolvenční řízení se v zásadě skládá z několika fází. První fází je zahájení insolvenčního řízení a podání insolvenčního návrhu. Následuje rozhodnutí o úpadku dlužníka, rozhodnutí o vhodném způsobu řešení úpadku dlužníka, realizace zvoleného způsobu řešení úpadku dlužníka a konec insolvenčního řízení.
Insolvenční řízení je druhem občanského soudního řízení. Jeho charakteristickou zvláštností je to, že v sobě zahrnuje jak prvky řízení nalézacího, tak i řízení vykonávacího. K tomu, aby insolvenční řízení mohlo proběhnout, není třeba exekučního titulu (nejde u univerzální exekuci). Podmínky, které jsou nutné, aby toto řízení mohlo proběhnout, se zjišťují v jeho rámci a pokračuje se pak realizací potřebných opatření. Týká se vždy určitých situací, které vyžadují, aby jim byly přizpůsobeny i hmotněprávní principy i procesní zásady.
Cílem řízení je dosáhnout majetkového uspořádání mezi větším počtem subjektů, které by krizovou situaci překonalo (sanační řešení) anebo z ní vyvodilo nezbytné důsledky (likvidační řešení). Nemá povahu kontradiktorního řešení sporu o právo mezi stranami, jde o uspořádání majetkových poměrů většího množství subjektů. Uplatňuje se zásada par conditio creditorium = rovné podmínky pro věřitele, nicméně v určitých právních úpravách jsou určité výjimky – určité skupiny věřitelů mají zvýhodněné postavení podle druhu pohledávek.

## Dějinný vývoj

### Historie insolvenčních řízení v českých zemích
Insolvenční procesní předpisy se objevují v zemském a městském právu od 17. století. Prvním univerzálním insolvenčním předpisem byl Josefinský konkursní řád z roku 1781. Tento konkursní řád byl doplněn zákonem o vyrovnacím řízení z roku 1862. Roku 1868 byl vydán zákon č. 1/1869 ř. z., konkurzní řád, jenž byl nahrazen císařským nařízením č. 337/1914 ř. z. Toto císařské nařízení platilo v Československu do roku 1931, v Rakousku platí po několika novelizacích dodnes. Československý zákon č. 114/1931 Sb. z. a n. na předchozí rakouský navázal a přinesl jen drobné změny. Socialistické plánované hospodářství prakticky eliminovalo úpadky hospodářských subjektů, proto v něm bylo insolvenční řízení upraveno jen kuse v podobě tzv. exekuční likvidace a později tzv. likvidace majetku; v praxi nebylo užíváno.
Klasické insolvenční řízení bylo do československého právního řádu navráceno zákonem č. 328/1991 Sb., o konkursu a vyrovnání, který byl od 1. ledna 2008 nahrazen stávajícím insolvenčním zákonem č. 182/2006 Sb., o úpadku a způsobech jeho řešení, a podstatným způsobem změnil způsob řešení úpadku dlužníka.
Insolvenční zákon přinesl odlišné postavení nejen pro věřitele a dlužníka v insolvenčním řízení, ale také pro insolvenčního správce, který nahrazuje dosavadního správce konkursní podstaty. Insolvenční zákon klade značný důraz na odbornost insolvenčního správce, a to nejen v oblasti insolvenčního práva a v souvisejících právních předpisech, ale i v oblasti účetní, daňové a ekonomické. Tento požadavek je pak vtělen do zákona č. 312/2006 Sb., o insolvenčních správcích, dle kterého se insolvenčním správcem může stát pouze uchazeč s vysokošolským vzděláním magisterského studijního programu, který složil před zkušební komisí sestavenou Ministerstvem spravedlnosti ČR zkoušku insolvenčního správce. Od 1.7.2017 vstoupila v platnost novela insolvenčního zákona. Dlužník si po novele již nesmí návrh podat sám za sebe (pokud nemá právnické nebo ekonomické vzdělání), ale může tak učinit prostřednictvím insolvenčního správce, advokáta, notáře nebo akreditované společnosti.

## Subjekty insolvenčního řízení

### Dlužník a věřitelé
Účastníky insolvenčního řízení jsou také dlužník a věřitelé, kteří uplatňují své právo vůči dlužníkovi. Vedlejší účastenství není v insolvenčním řízení přípustné viz § 14 Insolvenčního zákona, v incidenčních sporech ale přípustné je (§ 16 Insolvenčního zákona). Nejde-li o přihlášené věřitele, jsou jiné osoby uplatňující své právo v insolvenčním řízení účastníky tohoto řízení jen po dobu, po kterou insolvenční soud o tomto právu jedná a rozhoduje.

### Věřitelské orgány
Schůze věřitelů a věřitelský výbor. Vytváří se z toho důvodu, že věřitelů bývají spousty a nelze jednat s každým zvlášť. Věřitelské orgány nejsou nositelé hmotněprávních oprávnění, reprezentují zájmy většiny věřitelů. Dohlížejí na činnost správce, podávají procesní návrhy. Schůze věřitelů ustavuje věřitelský výbor a vykonává jen tu činnost, kterou si sama vyhradí. Věřitelský výbor se ustavuje vždy, když je víc než 50 věřitelů, pokud je nižší počet, může být zvolen zástupce věřitelů.

### Insolvenční správce
Insolvenční správce se ustanovuje ze seznamu insolvenčních správců, který vede Ministerstvo spravedlnosti. Insolvenční správce ustanovuje a zprošťuje funkce soud. Pro svůj poměr k věci nebo osobám účastníků může být insolvenční správce vyloučen pro podjatost. Podrobnější úprava je v zákoně č. 312/2006 Sb., o insolvenčních správcích. Insolvenční správce má zcela samostatné postavení vůči věřitelům i vůči dlužníku. Od rozhodnutí soudu o úpadku nemůže řízení probíhat bez něj. Odpovídá za škodu.

### Státní zastupitelství
Státní zastupitelství, které vstoupilo do insolvenčního řízení nebo do incidenčního sporu, může podat opravný prostředek proti rozhodnutí insolvenčního soudu, jen mají-li toto právo všichni účastníci řízení.

### Likvidátor dlužníka
Likvidátor dlužníka vykonává v insolvenčním řízení svou působnost v rozsahu, v jakém nepřešla na insolvenčního správce. Do jeho působnosti patří i součinnost s insolvenčním správcem uložená zákonem dlužníkovi.

## Smrt dlužníka v insolvenci
V případě smrti dlužníka v průběhu insolvenčního řízení jeho dluhy nezanikají, ale společně s veškerým majetkem se stávají součástí dědického řízení. K vypořádání může dojít dvěma způsoby, a to buď úhradou z majetku dlužníka nebo přechodem dluhu na dědice. Dluhy na dědice přechází v aktuální výši, to znamená po odečtení splacených částek zemřelým dlužníkem.

## Fáze insolvenčního řízení
1. Zahájení
2. Průběh
3. Ukončení